# Challenger Coquimbo
Il Challenger Coquimbo, conosciuto anche come Dove Men+Care Challenger Coquimbo per motivi di sponsorizzazione, è un torneo di tennis maschile facente parte del circuito Challenger. Si svolge sui campi in terra rossa del Club de Tenis de Coquimbo a Coquimbo, in Cile, dal 2022. L'evento è organizzato dal circuito Legión Sudamericana creato per aiutare lo sviluppo professionale dei tennisti sudamericani.

## Albo d'oro

### Singolare
| Anno    | Campione                     | Finalista                | Punteggio           |
| ------- | ---------------------------- | ------------------------ | ------------------- |
| 2023    | Matheus Pucinelli de Almeida | João Lucas Reis da Silva | 7–6(1), 6(4)–7, 6–4 |
| 2022 II | Juan Manuel Cerúndolo        | Facundo Díaz Acosta      | 6–3, 3–6, 6–4       |
| 2022    | Facundo Díaz Acosta          | Pedro Boscardin Dias     | 7–5, 7–6(4)         |

### Doppio
| Anno    | Campioni                         | Finalisti                        | Punteggio        |
| ------- | -------------------------------- | -------------------------------- | ---------------- |
| 2023    | Valerio Aboian Murkel Dellien    | Tomás Farjat Facundo Juárez      | 7–6(4), 6–0      |
| 2022 II | Franco Agamenone Hernán Casanova | Karol Drzewiecki Jakub Paul      | 6–3, 6–4         |
| 2022    | Guillermo Durán Nicolás Mejía    | Diego Hidalgo Cristian Rodríguez | 6–4, 1–6, [10–7] |